# Тимченко, Игорь Валентинович
Игорь Валентинович Тимченко (18 января 1921, Ленинград — 13 мая 2000, Москва) — советский художник-реалист. Ученик А. И. Русакова и К. И. Рудакова. Работал в Эрмитаже, участвовал в реставрациях церквей в Пскове, Великом Новгороеде и Москве, в Елоховском соборе. Основной жанр — портреты, техника живописи построена на полутонах (сфумата, метод Леонардо).

## Биография
1921 г. — Родился 18 января в Ленинграде.
1939 г. — Окончил средне художественную школу при Институте живописи, скульптуры и архитектуры им. И. Е. Репина.
1940 г. — Учёба в Институте Живописи, Скульптуры и Архитектуры им. И. Е. Репина.
1941—1945 гг. — Эвакуация, работает топографом в Саратове.
1945—1949 гг. — Возвращение в Ленинград, восстановление в Институте живописи скульптуры и архитектуры им. И. Е. Репина.
1949 г. — Переезд в Москву.
1949—1950 гг. — Учёба в Московском Государственном Художественном Институте им. В. И. Сурикова.
1950—1960 гг. — Работа реставратором в Храмах Великого Новгорода, Пскова, Астрахани и Москвы. Работает в Рекламфильме как художник-плакатист. Автор плакатов к фильмам «Дерсу Узала» (1961), «У крутого яра» (1962), «Белый колокольчик» (1962) и др.
1968 г. — Вступление в члены Союза художников СССР. Участник всесоюзных, республиканских, московских и выставках за пределами России.
Картина «Мать (по образу М.А. Ульяновой)» находится в фондах Государственного исторического музея .
Работы находятся в частных коллекциях России, США, Великобритании и Канады. 

## Музейные собрания
По данным Госкаталога музеев РФ 23 предмета (по состоянию на 5.01.2023) авторства Игоря Тимченко описаны в государственных музейных коллекциях.
- Государственный музейно-выставочный центр «РОСИЗО»
- Мурманский областной художественный музей
- Калининградский областной музей изобразительных искусств
- Курганский областной художественный музей
- Ставропольский государственный краеведческий музей
- Государственный центральный музей кино
- Республиканский музей изобразительных искусств
- Сочинский художественный музей имени Дмитрия Жилинского
- Музей изобразительных искусств Кузбасса
- Государственный исторический музей
- Удмуртский республиканский музей изобразительных искусств

## Выставки (выборочно)
- 1985 г. — Персональная выставка в зале МОСХа на ул. Беговая, г. Москва.
- 1989 г. — «Современное Русское Искусство», Moscow Art Gallery, г. Торонто, Канада.
- 1990 г. — Выставка-аукцион «Современное русское искусство», Центр Архитектуры и Искусства, г. Чикаго, США.
- 1991 г. — «Русская живопись», Музей Кастелло, Португалия.
- 1995—1996 гг. — «Современное русское искусство» из коллекции М. Тиобальда, Университет Чикаго, США.
- 1998 г. — Благотворительный Аукцион при поддержке Сотбис «Операция Улыбка».
- 2001 г. — Персональная выставка в Галерее РОСИЗО, Москва.